# Iso Nuottajärvi, Norrbotten
Iso Nuottajärvi är en sjö i Haparanda kommun i Norrbotten och ingår i Torneälvens huvudavrinningsområde.